# Arava

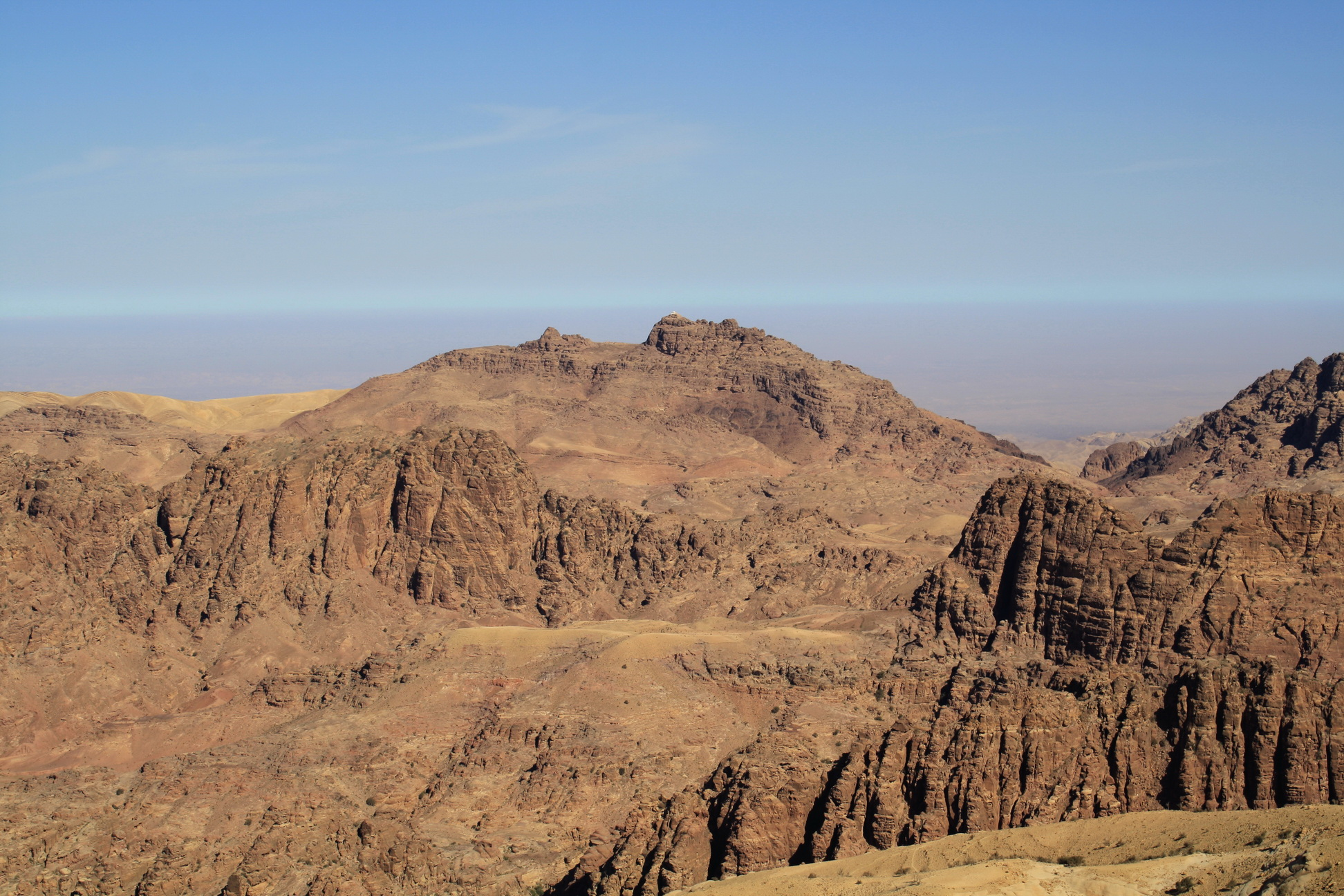
Uádi de Mussa no vale do Aravá

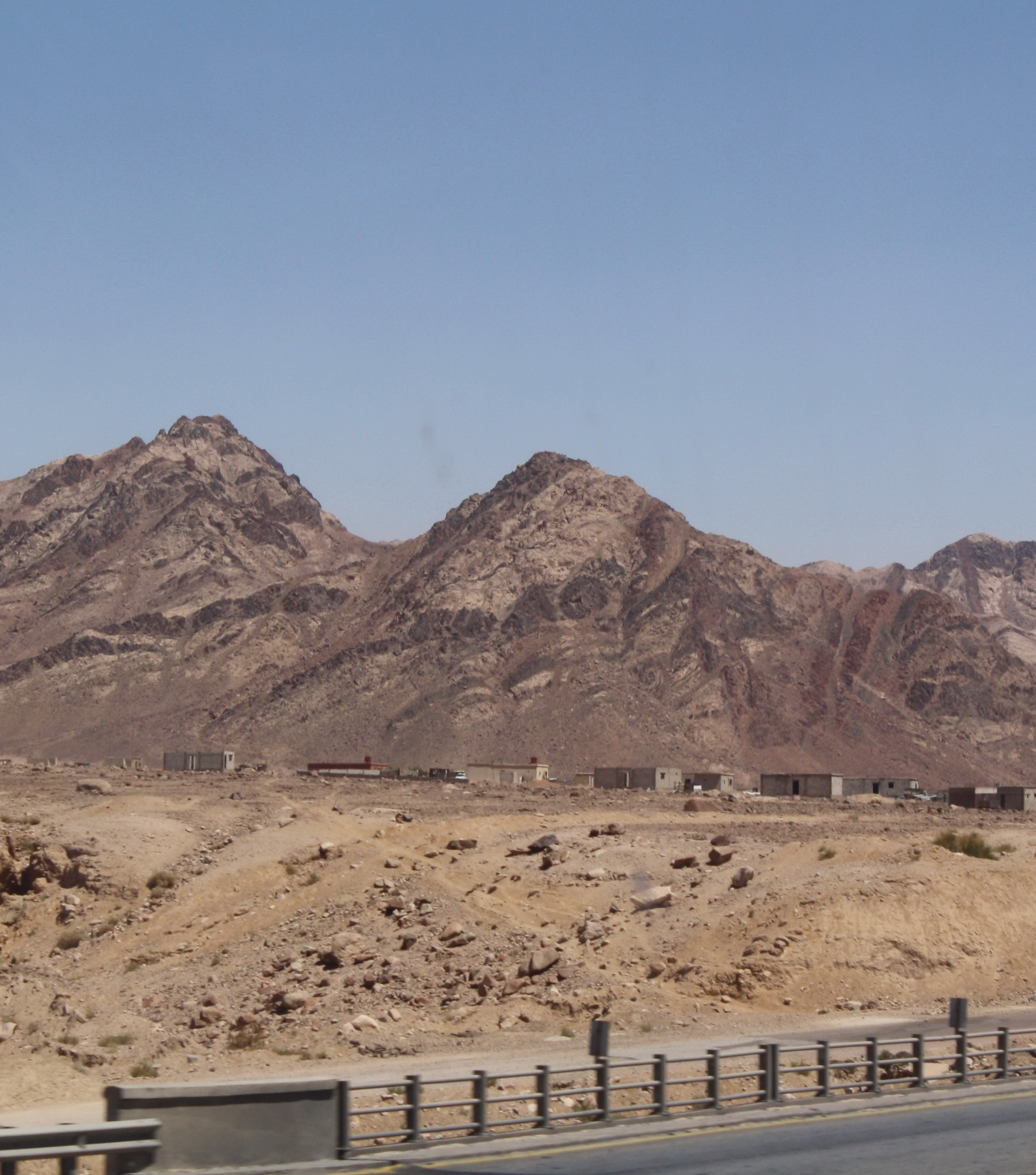
Vilarejo na estrada Ácaba - Amã (Vale do Aravá)

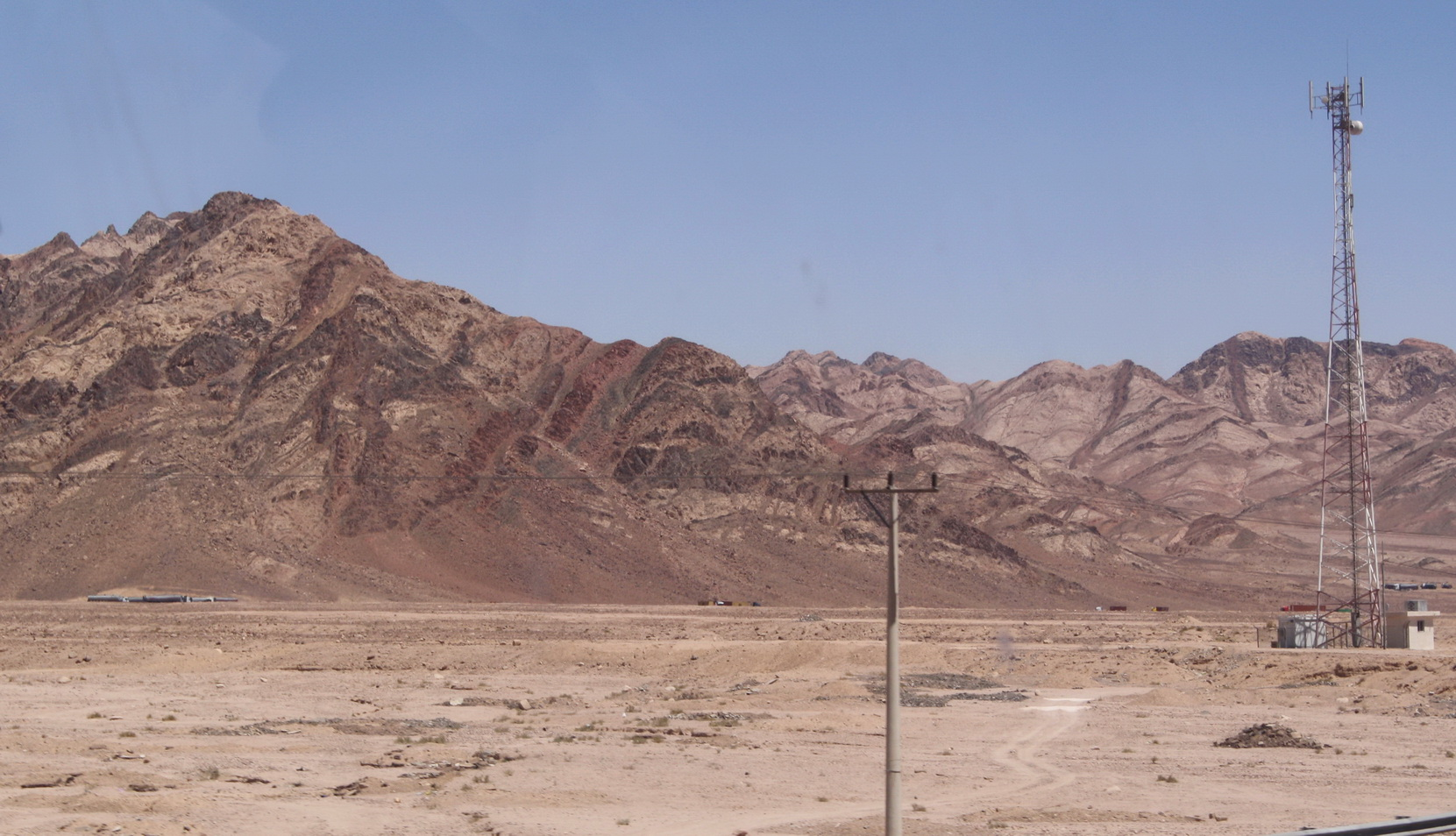
Montanhas coloridas no vale do Aravá

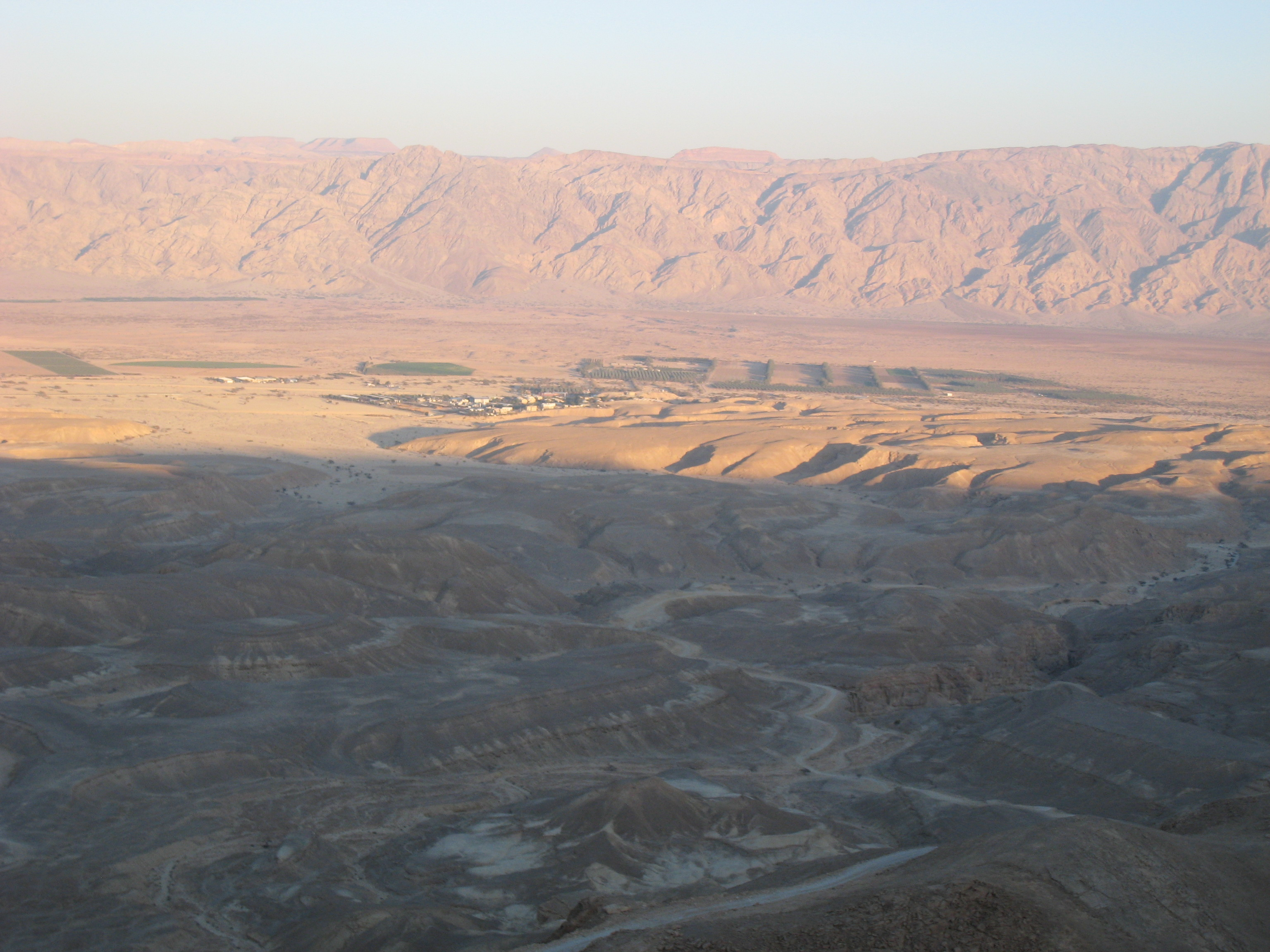

Aravá ou Arabá (hebraico: הָעֲרָבָה, lit. "área desolada e seca"; árabe: وادي عربة, Wadi Araba) é um vale situado na Ásia Ocidental, no rift do vale do Jordão (uma seção do Grande Vale do Rifte). Estende-se por 166 quilômetros entre a costa sul do Mar Morto e o Golfo de Ácaba, no Mar Vermelho, e inclui a maior parte da fronteira entre Israel, a oeste, e a Jordânia, a leste.

## Geografia
Topograficamente, a região é dividida em três seções. Desde o Golfo de Ácaba para o norte, o terreno sobe gradualmente até uma distância de 77 km (48 milhas) e atinge uma altura de 230 m (750 pés) acima do nível do mar, que representa a divisão de bacias hidrográficas entre o Mar Morto e o Mar Vermelho. A partir dessa crista, o terreno desce suavemente em direção ao norte ao longo dos próximos 74 km (46 mi) para um ponto a 15 km (9,3 milhas) ao sul do Mar Morto. Na última seção, o Aravá cai abruptamente para o Mar Morto, a 417 m (1.368 pés) abaixo do nível do mar, que é o ponto mais baixo.
A planície do sul é muito quente e seca, praticamente sem chuva e, consequentemente, pouco povoada. O distrito administrativo jordaniano de Uádi Arabá tem uma população de 6 775, com 96.000 adicionais em Ácaba.

## História
Nos tempos bíblicos o espaço era um centro de produção de cobre; o rei Salomão supostamente tinha minas aqui. O leste do Arabá era o domínio do nabateus, os construtores da cidade de Petra.
O Tratado de Paz Israel-Jordânia foi assinado no Aravá em 26 de outubro de 1994. Os governos da Jordânia e Israel estão agora a promover o desenvolvimento da região. Há um plano para trazer água do mar a partir do Mar Vermelho ao Mar Morto através de um canal, que segue ao longo da planície.

## História natural

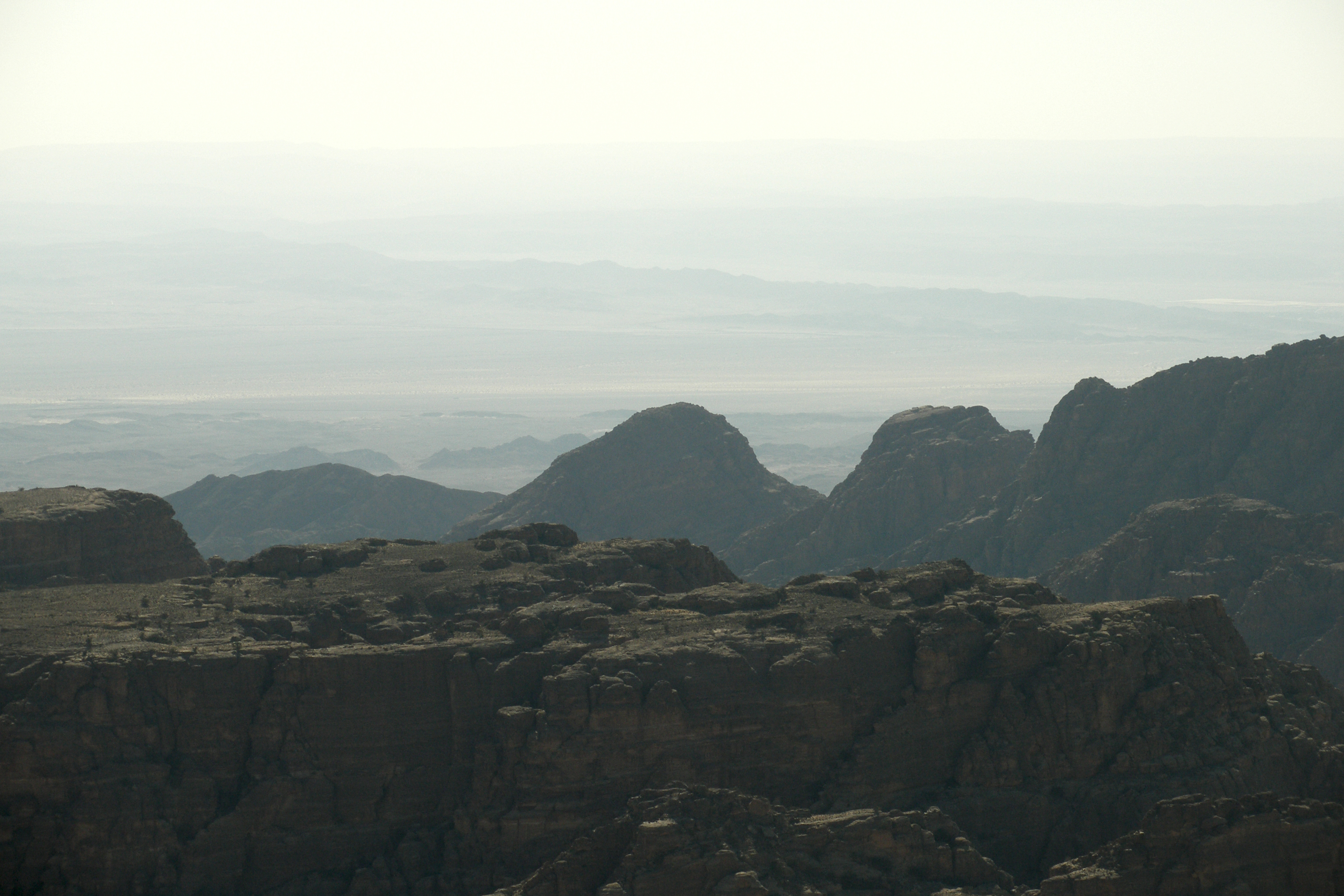
Vale de Moisés, em Uádi de Mussa

A planície é muito cênica, com falésias coloridas. Israel Timna Valley Park é notável por suas gravuras rupestres pré-históricas, algumas das mais antigas minas de cobre do mundo e um precipício complicado chamado pilares do Rei Salomão. No lado da Jordânia é o Uádi de Rum que é famoso, entre os escaladores, caminhantes, campistas e amantes do ar livre. Outro uádi conhecido internacionalmente é o Uádi de Mussa onde está situada a cidade de Petra.
Existem inúmeras espécies de flora e fauna do vale do Arava.

## Localidades da Jordânia
Abaixo está uma lista dos aglomerados populacionais da Jordânia em Uádi de Aravá:
- Ácaba
- Feifa
- Safi
- Al Mazraa

A população total da porção Jordaniana da região é 103 000, dos quais 96 000 vivem em Ácaba

## Localidades israelenses
Abaixo está uma lista de localidades israelenses no Aravá, de norte a sul (excluindo Eilat que é realmente na extremidade sul).
- Eilat
- Eim Tamar
- Neot HaKikar
- Ir Ovot
- Idan
- Ein Hatzeva
- Ein Yahav
- Sapir
- Tzofar
- Tzukim
- Paran
- Yahel
- Neot Smadar
- Neve Harif
- Lotan
- Ketura
- Grofit
- Yotvata
- Samar
- Elifaz
- Be'er Ora
- Eilot